# Синисало, Гельмер-Райнер Нестерович
Ге́льмер-Ра́йнер Не́стерович Си́нисало (карел. Helmer-Rainer Sinisalo; 1920—1989) — карельский советский композитор, дирижёр, флейтист, педагог, общественный деятель . Народный артист СССР (1978).

## Биография
Родился 14 июня 1920 года в Златоусте (ныне Челябинская область, Россия). 
Родители, Нестор Иванович и Ида Августовна, приехали в Советскую Россию в 1918 году из Финляндии, в числе многих других соотечественников, вынужденных покинуть страну в связи с её отделением после Октябрьской революции. Первые годы они работали в Златоусте, где и родился Гельмер. Затем семья некоторое время жила в Карелии, а в 1924 переехала в Ленинград. В 1928 году семья вернулась в Петрозаводск, где мальчик начал обучаться игре на флейте в классе Н. А. Солнышкова, продолжив затем своё обучение в Петрозаводском музыкальном училище (ныне Петрозаводский музыкальный колледж имени К. Э. Раутио), 
25 января 1938 года отец Гельмера Нестеровича был арестован Петрозаводским НКВД в рамках так называемой «финской национальной операции». Решением внесудебной «двойки» приговорен к смертной казни за «контрреволюционную деятельность» и «шпионаж» и расстрелян 6 марта 1938 года в числе шести заключенных Белбалтлага в урочище Сандармох. Нестор Иванович был реабилитирован в 1957 году,  а 23 июля 2020 года в Сандармохе ему была открыта памятная табличка. 
В 1939 году Гельмер окончил музыкальное училище и в 1936—1941 и 1944—1956 годах работал солистом симфонического оркестра Карельского радио.  Совершенствовался как композитор в 1952 году в Московской консерватории им. П. И. Чайковского у Н. И. Пейко и Ленинградской консерватории им. Н. А. Римского-Корсакова у В. В. Волошинова (1953—1955).
В 1956 году закончил исполнительскую карьеру, решив целиком посвятить себя композиции. Много работал в жанре песни. 
В разное время возглавлял как дирижёр и художественный руководитель национальный Ансамбль народной песни и танца «Кантеле». 
В 1948—1957 годах преподавал в Петрозаводском музыкальном училище.
Член Союза композиторов СССР с 1939 года. В 1956 году возглавил карельское отделение Союза композиторов СССР и оставался на этой должности до самой смерти. Осуществление руководством Союза соединилось с большой музыкально-просветительской работой, с постоянными выступлениями в печати по различным проблемам музыкальной жизни и художественного воспитания.
Как композитор и общественный деятель, внёс большой вклад в развитие музыкального искусства Карелии, неоднократно получал различные премии и награды.
Умер 2 августа 1989 года в Петрозаводске. Похоронен на Сулажгорском кладбище.
Супруга — Валентина Петровна Синисало (1924—2019), автор воспоминаний о муже "Я звала его Вейкко" (опубликованы в газете "Лицей" (Петрозаводск), № 11 и 12 за 1997 год).

## Награды и звания
- Два ордена Трудового Красного Знамени (29.10.1951[3], 1970)
- Орден Дружбы народов (13.06.1980)[4]
- Медаль «За трудовое отличие» (1948)
- Медали
- Народный артист СССР (1978)
- Народный артист РСФСР (1959)
- Заслуженный артист Карело-Финской ССР (1949)[5]
- Заслуженный деятель искусств Карельской АССР (1957)
- Государственная премия РСФСР имени М. И. Глинки (1986) — за новую редакцию балетного спектакля «Сампо», поставленного на сцене Музыкального театра Карельской АССР
- Государственная премия Карельской АССР (1974)[6]

## Творчество
Писать музыку начал ещё в студенческие годы, первое его крупное сочинение — Концерт для флейты с оркестром, созданный в 1940 году. Автор первой карельской симфонии «Богатыри леса», ряда симфонических и камерных сочинений, балетов, среди которых наиболее известен «Сампо» (по мотивам эпоса «Калевала»). Балет был написан на основе более ранних сочинений композитора — хореографической поэмы «Победа» и одноактного балета «Кюлики», партитуры которых были утрачены во время войны, и впервые поставлен в Петрозаводске 27 марта 1959 года. Это произведение имело большой успех и неоднократно исполнялось как в СССР, так и за рубежом.
В музыке преобладают эпические, лирико-пасторальные и танцевальные мотивы, заметно влияние русской музыки XIX века, а также Я. Сибелиуса и народной музыки Карелии, Финляндии и России.

### Основные сочинения
Балеты
- «Победа», хореографическая поэма (1941)
- «Похищение Кюллики» (1944)
- «Сампо» (1959, Музыкально-драматический театр Карельской АССР, Петрозаводск)
- «Я помню чудное мгновенье» (1962, Татарский театр оперы и балета имени Мусы Джалиля, Казань)
- «Сильнее любви» (1965, Музыкально-драматический театр Карельской АССР)
- «Вождь краснокожих» (совм. с А. И. Голландом, 1970, Государственный музыкальный театр Карельской АССР)
- «Кижская легенда» (1973, Государственный музыкальный театр Карельской АССР)

Оперетты
- «Серенада»
- «Маскарад в лесу» (совм. с А. И. Голландом, 1958)
- «Возраст женщины» (совм. с А. И. Голландом, 1967, Музыкально-драматический театр Карельской АССР)

Кантаты
- «О партии» (сл. Я. В. Ругоева, 1951)
- «В защиту мира» (сл. А. И. Титова, 1953)
- «Под знаменем партии» (А. И. Титова, 1957)
- «Ты сердце и слава наша — Москва» (для объединенного хора (смешанного и народного), симфонического оркестра, оркестра «Кантеле» и баянов, сл. Б. А. Шмидта, 1959)

Сочинения для оркестра
- Концерт для флейты с оркестром (1940)
- Сюита «Карельские картинки» для оркестра народных инструментов (1945, редакция 1967 года для симфонического оркестра)
- Увертюра для оркестра народных инструментов (1948)
- Скерцо на финские темы для скрипки (1948)
- Фантазия на финскую темы (1948)
- Симфония «Богатыри леса» (1949)
- Сюита (1952)
- Вариации на финскую тему (1954)
- Детская сюита (1955)
- Концерт для фортепиано с оркестром (1958)
- Сюита из балета «Сампо» (1963)
- «Весенний вальс» (1968)
- Сюита из балета «Кижская легенда» (1981)

Камерно-инструментальные сочинения
- Струнный квартет (1942)
- 24 прелюдии для фортепиано (1943)
- Соната для фортепиано (1945)
- Карельская сюита для струнного квартета (1946)
- 10 пьес для фортепиано (1949)
- Три миниатюры для флейты и фортепиано (1950)
- Три миниатюры для гобоя и фортепиано (1950)
- Соната для скрипки и фортепиано (1963)
- Три концертные пьесы для кларнета и фортепиано (1974)
- Две концертные пьесы для фагота и фортепиано (1974)
- «Карельская свадебная» для арфы соло (1982)

Сочинения для хора
- «Молодежная», для женского хора и фортепиано (сл. Б. А. Шмидта, 1947)
- «Советской Карелии», для хора и фортепиано (сл. Я. В. Ругоева, 1948)
- Карельские частушки, для народного хора и баяна, сл. А. Лядова, 1956)
- «Трудовые резервы», для хора и фортепиано (сл. Г. В. Кикинова)
- «Песня о Карелии», для народного хора (сл. А. И. Титова, 1960)
- «Мы в Карелии живем», для детского хора и фортепиано (сл. Г. В. Кикинова, 1960)
- «Имя Ильича», для народного хора (сл. И. И. Левкина, 1968)
- «Песня о Карелии», для народного хора (сл. М. В. Тарасова, 1968)
- «Музыку слушает Ленин», для хора мальчиков и фортепиано (сл. А. И. Титова, 1970)
- «Пионерская походная», для хора мальчиков и фортепиано (сл. А. И. Титова, 1970)
- «Девичья песня», для женского хора и баяна (сл. Р. Такала, 1976)
- «Песня о Петрозаводске», для хора и оркестра «Кантеле» (сл. Я. В. Ругоева, 1978)
- «Ветераны», для хора и фортепиано (сл. Ю. Звягина, 1979)
- «Наш участковый», для хора и баяна (сл. И. А. Костина, 1979)
- «Сказ об Антикайнене», для смешанного хора без сопровождения (сл. сказительницы А. Никифоровой, 1985).

Другое
- Песни, романсы на сл. В. П. Гудкова («Тысяча марок»), А. А. Прокофьева, А. А. Коваленкова («Партизанская колыбельная»), Я. В. Ругоева(«Партизанская песня»), А. И. Титова, Б. А. Шмидта и др.
- Обработки финских, карельских, вепсских и поморских народных песен
- Музыка к кинофильмам, радиопостановкам и спектаклям Петрозаводского кукольного театра («Гаврош» по В. Гюго (1957) и др.)

## Память

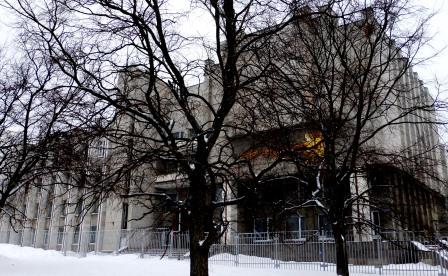
Музыкальная школа имени Г. Синисало в Петрозаводске (Октябрьский проспект, д. 11)

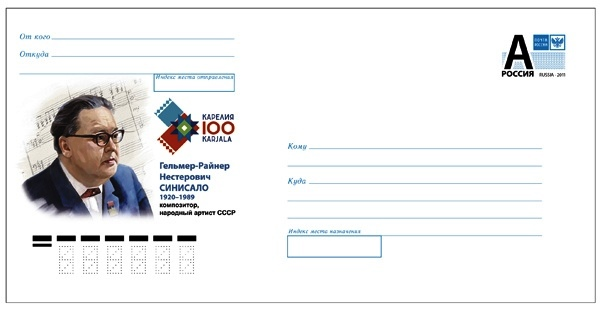
Почтовый конверт, выпущен в 2020 году к столетию композитора

- В честь композитора получила имя детская музыкальная школа № 1 Петрозаводска[7], а также сквер в Октябрьском районе города.
- В Петрозаводске, на доме, где жил и работал композитор, по адресу — проспект Ленина, 11 — установлена памятная мемориальная доска.
- В июне 2020 года к 100-летию народного артиста СССР Гельмера Синисало был выпущен почтовый маркированный конверт тиражом в 1 миллион экземпляров[8].